# Christina Kałczewa
Christina Kałczewa (ur. 29 maja 1977 w Aleksin w Rosji) – bułgarska lekkoatletka, która specjalizowała się w skoku wzwyż.
W roku 2000 nie zaliczyła żadnej próby podczas igrzysk olimpijskich w Sydney. Największym sukcesem w jej karierze było wywalczenie złotego medalu i tytułu halowej mistrzyni świata w Maebashi (1999). Na eliminacjach zakończyła swój występ w mistrzostwa Europy, które w 1998 roku odbyły się w Budapeszcie. Czterokrotna złota medalistka mistrzostw Bułgarii w skoku wzwyż, ma w swoim dorobku także medale mistrzostw kraju w skoku w dal. 

## Rekordy życiowe
- skok wzwyż (stadion) - 1,99 (16 maja 1998, Sofia)
- skok wzwyż (hala) - 1,99 (5 marca 1999, Maebashi)